# Office of Intelligence and Counterintelligence
Az Office of Intelligence and Counterintelligence (OICI, magyarul kb. Hírszerzési és Kémelhárítási Iroda) az Amerikai Egyesült Államok energiaügyi minisztériumának (United States Department of Energy) hírszerző szerve, a Hírszerző Közösség tagja. Az energiaügyi miniszter (United States Secretary of Energy) és helyettes államtitkára alárendeltségében tevékenykedik, elsősorban számukra szolgáltat információkat, de együttműködik a többi hírszerző ügynökséggel is. Főleg az energiaügyi minisztérium erőforrásait használja fel információk gyűjtésére. Szakterülete elsősorban a nukleáris biztonság, a nukleáris fegyverek elterjedése, az atomreaktorok, radioaktív hulladékok ügyei és az energiabiztonság. A Hírszerző Közösség számára a legfontosabb hozzájárulást a külföldi nukleáris fegyverkezési programok elemzésével nyújtja. A hivatal, neve és hagyományai ellenére, a 2010-es években már nem folytat kémelhárítási tevékenységet. Ezen a szakterületen a hasonló feladatokat a National Nuclear Security Administration és az Office of the National Counterintelligence Executive látja el.

## Története
Az energiaügyi minisztérium, illetve a jogelődjének ez a részlege 1947 júliusa óta tagja a Hírszerző Közösségnek. Az atomfegyverek terjedésének ebben a fontos korszakában az amerikai kormányzat felismerte az Atomenergia Bizottság (Atomic Energy Comission – AEC) fontos szerepét a külföldi hírszerzésben és állandó képviseletet biztosítottak számára a Hírszerző Tanácsadó Testületben (Intelligence Advisory Board). Az 1947. évi Nemzetbiztonsági Törvény hatálybalépése után az AEC titkosszolgálati szerepkörét megerősítette a Nemzetbiztonsági Tanács 1. számú hírszerzési direktívája (1947. december 12.). Az 1974. évi Energetikai Reorganizációs Törvény alapján az AEC hírszerzési feladatköre átkerült az Energiaügyi Kutató és Fejlesztő Testülethez (Energy Research and Development Administration). Az energiaügyi minisztérium létrehozásáról
szóló 1977. évi törvény elfogadása után ezek a feladatok az új minisztérium hatáskörébe kerültek.
Az 1978. évi nukleáris non-proliferációs törvény nagymértékben kiszélesítette a hivatalnak, a proliferáció felderítésére, megelőzésére és megakadályozására irányuló feladatait.

## Feladatai
A hivatal természetesen sajátos eszközeivel részt vesz a minisztérium általános feladatai végrehajtásában, azaz olyan tudományos-technológiai, politikai és intézményi háttér kialakításában, amely elősegíti a hatékonyabb energiafelhasználást, és ennek révén hozzájárul a versenyképesebb gazdasághoz, az alternatív energia-források biztosításához, a környezetvédelem valamint a nemzetvédelem ügyéhez.
A hírszerző részleg feladatai a következők:
- időszerű, pontos és lényeges külföldi hírszerző információkat és elemzéseket biztosítása az energiaügyi döntéshozatalhoz;
- történelmileg feladata volt a minisztérium programjai, intézményei, technológiája és személyzete ellen irányuló külföldi titkosszolgálati törekvések és tevékenység felderítése és kivédése;
- szakterületén technikai segítségnyújtással és szakértői elemzésekkel támogatja a Nemzeti Hírszerzés Igazgatójának munkáját;
- hozzáférhetővé teszi a minisztérium által készített technikai és elemző szakvéleményeket a Hírszerző Közösség többi tagja számára;
- elemzi és értékeli a tömegpusztító fegyverek elterjedését.

## Fordítás
- Ez a szócikk részben vagy egészben  az   Office of Intelligence and Counterintelligence című angol Wikipédia-szócikk ezen változatának fordításán alapul.  Az eredeti cikk szerkesztőit annak laptörténete sorolja fel. Ez a jelzés csupán a megfogalmazás eredetét és a szerzői jogokat jelzi, nem szolgál a cikkben szereplő információk forrásmegjelöléseként.